# Paolo Radoni
Paolo Radoni est un guitariste de jazz, compositeur, arrangeur et professeur au Conservatoire royal de Bruxelles belge né en 1949 en Italie et décédé le 21 décembre 2007 à Bruxelles
Il a publié une dizaine d’albums et CD sous le Label Igloo Records.

## Biographie
Enfant, Paolo Radoni est exposé au jazz avec Louis Armstrong, Erroll Garner, Lena Horne, George Gershwin... par les disques 78 tours que possède sa famille. Il est enfant de chœur durant l'école primaire et apprend, par lui-même, la guitare dès 12 ans. Vers 15 ans, il s'essaye à la guitare électrique en jouant du jazz mais également des morceaux des Beatles, Rolling Stones ou Shadow. À 17 ans, il découvre la bossa nova et la musique brésilienne, et notamment Antônio Carlos Jobim, qui gardera une place particulière pour Paolo.
Pendant ses années de jeune musicien, Paolo Radoni fait ses armes dans l'univers du rock, du blues. Il fut notamment fort remarqué dans le groupe KLEPTOMANIA et HERE AND NOW. Il joua avec le guitariste Dany Lademacher, avec Wim Hombergen, chanteur et guitariste, et Roger Wollaert aux Drums. Ensuite, il s’intéressa à des musiques expérimentales (11 chansons pour chasser la migraine) pour prendre un virage décisif vers le jazz en 1975. Compositeur et instrumentiste d'une grande sensibilité, il a tourné sur presque tous les continents et joué avec des artistes célèbres tels que Johnny Dyani, Lee Konitz, Joe Lee Wilson, Francis Varis, Joe Lovano, Rachel Gould, Perry Robinson, Riccardo Del Fra, et dans un festival de jazz québécois où Miles Davis était sur la liste en juin 1983, il y avait plusieurs scènes. Paolo a joué au Spectrum tandis que Miles allait se produire au Théâtre Saint-Denis. Nous n'avons malheureusement à ce jour pas de trace audible de sa prestation mais qui sait...
Il a dirigé un trio et un quartet, mais s'est aussi investi dans plusieurs ensembles et quasiment avec tous les noms les plus importants de la scène jazz de Belgique. Il a également écrit des arrangements pour divers orchestres et pour le théâtre, sans oublier que de nombreux jazzmen ont repris ses compositions. Parmi ceux avec qui et pour qui il a travaillé, nous retrouvons Paul Dubois & the Sweet Substitutes, Act Big Band, Charles Loos, Phil Abraham, Félix Simtaine, Bruno Castellucci, Ben Sluijs, Ron Van Rossum, Michel Herr, Jean-Louis Rassinfosse, Steve Houben, Bert Joris, Tentamarre, Chrystel Wauthier, Simone Walter...
Paolo Radoni enseignait le jazz au Conservatoire de Bruxelles, et réalisa des stages comme « Jazz au vert ». Il est décédé le 21 décembre 2007 à Bruxelles, en écoutant Luiza, une chanson de Jobim chère à son cœur.

## Discographie (sélective)

### En tant que leader ou co-leader
- 2011 : Paolo Radoni Trio - A day or two (Igloo)
- 2010 : Paolo Radoni - Storie Vere (Igloo)
- 1999 : Paolo Radoni Quartet Live - Coast To Coast (Lyrae Records)
- 1993 : Paolo Radoni trio - A day or two (B. Sharp)
- 1988 : Paolo Radoni - Storie Vere (Igloo)
- 1982 : Paolo Radoni - Hotel love (LDH)
- 1981 : Paolo Radoni trio - Funny ways (LDH)
- 1978 : Paolo Radoni – Vento (KBL)

### En tant que participant
- 2011 : Danièle Copus – Sings (WPWA)
- 1997 : Fabien Degryse - Hommage à René Thomas (Igloo)
- 1994 : Paul Dubois & the Sweet Substitutes - Paul Dubois & the Sweet Substitutes (Selection)

### En tant qu'invité
- 2002 : Majid Bekkas - African Gnaoua Blues (Igloo)[4]